# Canal de calcio tipo N
Los canales de calcio de tipo N, también llamados canales Cav2.2, son canales de calcio regulados por voltaje que se localizan principalmente en las terminales nerviosas y las dendritas, así como en las células neuroendocrinas. Reciben su nombre por transportar calcio en tejidos de origen neuronal, de ahí la letra N.
El canal N del calcio consta de varias subunidades: la subunidad primaria α1B y las subunidades auxiliares α2δ y β. La subunidad α1B forma el poro por el que entra el calcio y ayuda a determinar la mayoría de las propiedades del canal. Estos canales juegan un papel importante en la neurotransmisión durante el desarrollo embrionario. En el sistema nervioso adulto, los canales de calcio tipo N están involucrados críticamente en la liberación de neurotransmisores y en las vías del dolor. Los canales de calcio de tipo N son el objetivo de la ziconotida, el fármaco usado para aliviar el dolor del cáncer intratable. Existen una variedad de bloqueadores de los canales de calcio de tipo N en el mercado que funcionan para inhibir la actividad del canal, aunque los bloqueadores más notables son las ω-conotoxinas.

## Estructura
Los canales de calcio de tipo N se clasifican como canales activados de alto umbral y pertenecen a la familia de genes Cav2. La estructura del canal de calcio tipo N es muy similar a la de otros canales dependientes de voltaje. La sección más importante del canal es el poro real formado por la subunidad α1B. Este poro es el lugar de importe de iones extracelulares. La subunidad α1B puede tener hasta 2000 residuos de aminoácidos dentro de una secuencia de aminoácidos con la estructura transmembrana con un poro. Esto se organiza en 6 seis segmentos (S1-S6). S1, S2, S3, S5 y S6 son hidrofóbicos mientras que S4 sirve como sensor de voltaje. Además, hay un bucle asociado a la membrana entre S5 y S6. La actividad del poro está modulada por 4 subunidades: una subunidad β intracelular, una subunidad gamma transmembrana y un complejo de subunidades alfa-2 y delta.
Además de la subunidad α1B, codificada por el gen CACNA1B, las siguientes subunidades auxiliares están presentes en el canal de calcio tipo N:
- α2δ: codificado por uno de los dos genes CACNA2D1, CACNA2D2
- β: codificado por cualquiera de los cuatro genes CACNB1, CACNB2, CACNB3, CACNB4

## Función
Los canales de calcio tipo N juegan un papel en la liberación de neurotransmisores en vista de su localización en las terminales sinápticas. En el sistema nervioso periférico, se sabe que los canales de tipo N están involucrados en la liberación de varios neurotransmisores incluyendo el glutamato, GABA, acetilcolina, dopamina y norepinefrina. Cuando el calcio extracelular fluye por los canales de calcio de tipo N debido a la llegada de un potencial de acción, desencadena la fusión de las vesículas secretoras a la membrana presináptica.
Estudios del sistema cardiovascular revelan que cuando se introduce la ω-Conotoxina, se produce la inhibición del neurotransmisor noradrenalina. Esto demuestra que solo el canal de calcio tipo N, no los canales de calcio tipo P/Q/L, están involucrados en la liberación de noradrenalina.
En los riñones, el bloqueo de los canales de calcio de tipo N reduce la presión glomerular a través de la dilatación de las arteriolas.
Se ha demostrado que los canales de calcio de tipo N desempeñan un papel en la localización del crecimiento de neuritas en el sistema nervioso simpático y la piel y la médula espinal. Se demostró que el crecimiento de neuritas se inhibía a través de una interacción entre la laminina y el bucle 11 de la estructura del canal de calcio de tipo n. Se ha sugerido que el crecimiento de las neuritas es inhibido por la entrada de calcio a través del cono de crecimiento, y esto sucede cuando el canal Cav2.2 entra en contacto con la laminina 2 y, en respuesta, puede inducir una activación por estiramiento del canal de calcio tipo N. .

## Mutaciones
Existen evidencas de la existencia de una rara mutación tipo ganancia de función en el gen CACNA1B que codifica la subunidad α1B del canal de calcio de tipo N que causa varios casos de síndrome de mioclono-distonía, aunque esta sugerencia aún no ha sido verificada. Se encontró evidencias que las mutaciones CACNA1B de pérdida de función estaban presentes en la epilepsia-discinesia progresiva.

## Importancia clínica
La alteración de los canales de calcio de tipo N en los procesos terapéuticos se produce de cuatro formas principales; a través del bloqueo de los péptidos del canal de calcio de tipo N, la interferencia del flujo de iones a través del propio canal, la activación de la señalización acoplada a la proteína G y la interferencia de las vías de la proteína G. Los estudios han demostrado que la inyección intratecal del inhibidor de los canales de calcio ziconotida, para bloquear los canales de calcio de tipo N, ha producido un alivio del dolor intratable. El bloqueo del canal de calcio tipo N es una estrategia terapéutica potencial para el tratamiento del alcoholismo . Debido a que se sabe que la exposición prolongada al alcohol aumenta la función del canal de tipo N, los experimentos han demostrado que el uso de antagonistas de tipo N para disminuir la actividad del canal resultó en una reducción del consumo voluntario de alcohol en ratones.

## Bloqueadores

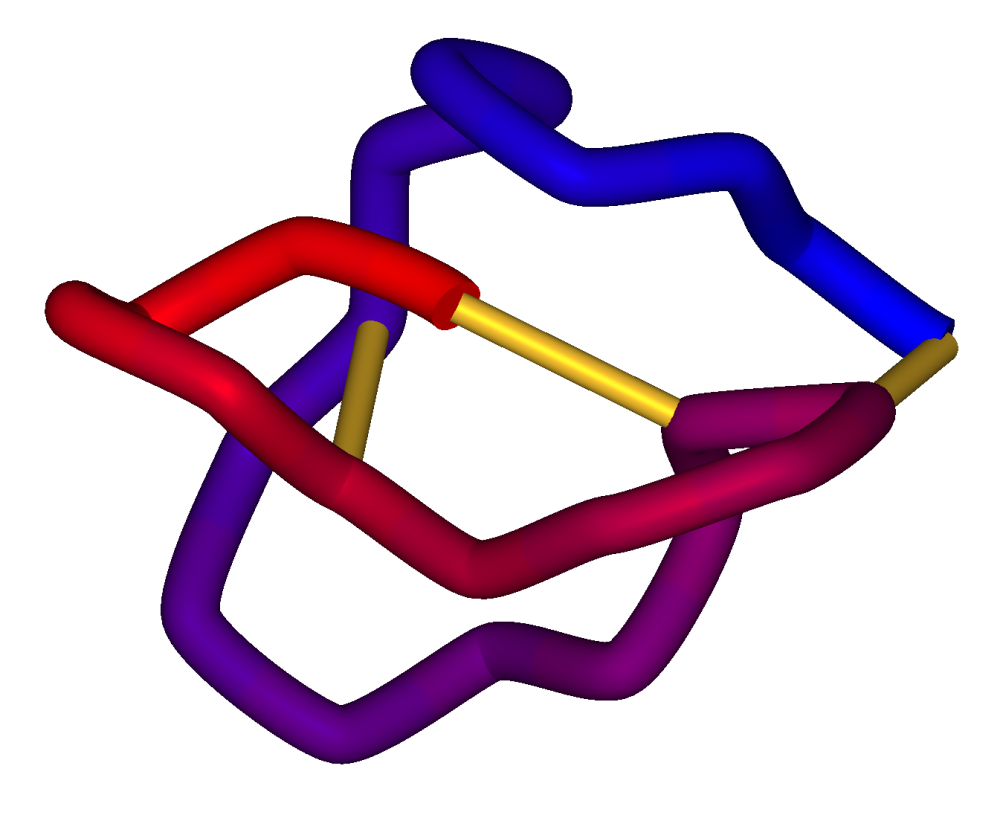
Ziconotida 1DW5

En la vía del dolor, los canales de calcio tipo N son empleadas por las células para regular las señales de dolor enviadas desde el sistema nervioso periférico en dirección al Sistema Nervioso Central. Aunque se conocen muchos bloqueadores de los canales de calcio de tipo N, los más potentes y selectivos pertenecen a la familia de las conotoxinas.
Lista de bloqueadores de canales de calcio tipo N:
| - ω-Conotoxinas - Cadmio - Caroverina - Cilnidipino - Desipramina | - Gabapentina inhibe de forma no selectiva los canales de calcio de tipo N al unirse a la subunidad auxiliar α2δ - Levetiracetam - Lamotrigina - Nicardipina | - NP078585 - Piracetam - La pregabalina inhibe de forma no selectiva los canales de calcio de tipo N al unirse a la subunidad auxiliar α2δ - TROX-1 - Ziconotide, una versión sintética de una de las conotoxinas |